# Hradová hora
Hradová hora je národní přírodní rezervace v oblasti Prešov.
Nachází se v katastrálním území obce Bodovce v okrese Sabinov v Prešovském kraji. Území bylo vyhlášeno či novelizováno v roce 1981 na rozloze 13,4900 ha. Ochranné pásmo nebylo stanoveno.